# Bjørn Lomborg
 (juillet 2019).
Bjørn Lomborg (né le 6 janvier 1965) est un statisticien danois, professeur à la Copenhagen Business School et ancien directeur de l'Environmental Assessment Institute (en) à Copenhague. Il a acquis une renommée internationale pour son livre polémique L'Écologiste sceptique (publié en danois en 1998, en anglais sous le titre Skeptical Environmentalist en août 2001, puis en français en 2004).
En 2004, Bjorn Lomborg fonde, avec l'aide de The Economist et du gouvernement danois, un laboratoire d'idées nommé « Consensus de Copenhague » dont le but est d'établir des priorités dans les besoins d'investissement.
Encore aujourd'hui, Bjorn Lomborg conteste les décisions les plus consensuelles. Ainsi, en 2012, à propos de la Conférence des Nations unies sur l'environnement et le développement, il déclare : « Le réchauffement climatique n'est en aucune sorte la principale menace pour l'environnement », critiquant les décisions prises à court terme (réduction d'émission de CO2) au détriment d'initiative à long terme.

## Biographie
Lomborg a été étudiant de premier cycle à l'université de Géorgie, puis diplômé en sciences politiques de l'université d'Aarhus en 1991 et titulaire d'un doctorat en sciences politiques à l'université de Copenhague en 1994.
Il a enseigné la statistique au département de science politique de l'université d'Aarhus en tant que professeur assistant (1994-1996) puis professeur associé (1997-2005). Il a quitté l’université en février 2005 et est devenu professeur auxiliaire en élaboration de politiques, connaissances scientifiques et a tenu le rôle d’expert au département de gestion, politique et philosophie de l'École de commerce de Copenhague.
En 2004, Bjorn Lomborg fonde, avec l'aide de The Economist et du gouvernement danois, un laboratoire d'idées nommé « Consensus de Copenhague » dont une partie des financements proviendrait des milieux républicains conservateurs aux États-Unis. Son but déclaré est d'établir des priorités dans les besoins d'investissement : « L'idée est simple, et pourtant souvent négligée. Quand les ressources sont limitées, il est nécessaire de donner des priorités dans l'effort. Tous les jours, les leaders politiques et financiers décident d'investir dans un projet plutôt qu'un autre. Cependant, plutôt que d'être basées sur les faits, la science, et les calculs, beaucoup de décisions vitales reposent sur des motifs politiques ou même de couverture médiatique ».

## Ouvrages

### L'Écologiste sceptique — Le véritable état de la planète
Dans ce livre, paru en anglais en 2001 et en français en 2004, Bjørn Lomborg, tout au long de l'ouvrage, oppose les « réelles tendances » aux chiffres avancés par des sonneurs d'alarme comme WWF, Greenpeace. Loin d'être optimiste dans tous les domaines, il déclare dans ce livre que « Les choses vont mieux, ce qui ne veut pas forcément dire qu'elles vont bien ».

### Smart Solutions to Climate Change
Les auteurs de cet ouvrage collectif, paru en 2010, intitulé Smart Solutions to Climate Change, publié par l'École de commerce de Copenhague, introduit et conclu par Bjørn Lomborg, estiment que la conférence climatique de Copenhague (décembre 2009) a été un échec à cause d'un défaut de méthode de la part des décideurs politiques de la planète qui n'arrivent pas à stopper, ni diminuer, les émissions de « niveaux dangereux de l'augmentation des températures mondiales ».
Ils discutent des coûts, avantages et résultats possibles ou probables pour diverses stratégies possibles (dont la géo-ingénierie, la diminution des émissions de CO2 et de méthane ou de noir de carbone, la reforestation, la recherche et le développement de solutions énergétiques décarbonées ou à faibles émissions de carbone, et l'encouragement des technologies vertes, avec une présentation d'alternatives dans chaque cas.
Un panel d'économistes, dont 3 lauréats du prix Nobel, évalue et classe, selon ses critères, l'attrait des politiques proposées.
Ce livre présente des solutions, parfois contradictoires, et laisse le lecteur se faire son propre choix. Bjorn Lomborg tente ici de s'opposer au message « survendu » des politiciens comme Al Gore sur le réchauffement climatique, faisant apparaître le phénomène si terrifiant et catastrophique qu'il empêche des prises de décision rationnelle.
Ce livre semble avoir été bien reçu par le responsable du GIEC. En 2010, à la sortie du livre, Rajenda K. Pachauri, président du Groupe d'experts intergouvernemental sur les changements climatiques (GIEC), a recommandé la lecture de ce livre, « tant pour le fait que Lomborg y soutient l'idée que nous avons à dépasser les querelles sur la science du changement climatique, que pour la richesse et la diversité de l'analyse qu'il présente quant à la gamme de solutions possibles ». «Ce livre offre non seulement un réservoir d'informations sur la réalité du changement climatique d'origine humaine, mais soulève des questions cruciales, et examine des options viables sur ce qui peut être fait." (The Guardian)

## Campagne contre les énergies renouvelables et pour le gaz de schiste
Bjørn Lomborg fait campagne contre les énergies renouvelables, qu'il estime excessivement coûteuses, et prône l'exploitation des gaz de schiste pour résoudre, au moins pour quelque temps, le problème de la dépendance énergétique de l'Europe.

## Critiques
Dans un article paru en juillet 2002 dans l'hebdomadaire Politis (n°709), le journaliste Fabrice Nicolino critique son livre The Skeptical Environmentalist, qui n'a pas encore été traduit en français. Selon lui, « Lomborg ruse, truque, manipule les chiffres à l'envi. Impossible ici de faire la démonstration, mais contentons-nous d'un exemple très spectaculaire. Pour ce qui concerne les océans, Lomborg confond - volontairement ? - la productivité des océans, c'est-à-dire la vie qu'ils sont capables de créer, et les prises de poisson ajoutées aux performances de l'aquaculture. Évidemment, c'est grotesque : les prises ont augmenté - au passage, seulement de 20% depuis 1970, pas de 100% -, mais parce que l'apparition de nouveaux moyens, dont les filets géants, permettent de racler les fonds. Du même coup, la très grande majorité des principales zones de pêche sont surexploitées, laissant prévoir à terme un affaissement brutal de la pêche ».
Dans une intervention à l'OCDE, le 18 septembre 2019, l'économiste Steve Keen explique que Bjørn Lomborg affirme dans des tweets utiliser les conclusions issues du volet économique du GIEC pour ses propres analyses. Or les analyses du GIEC, en ce qui concerne l'économie du réchauffement climatique, suivent les principes du prix Nobel d'économie William Nordhaus, dont Steve Keen considère que les hypothèses, et en conséquence les conclusions, sont « scandaleusement stupides ». En effet, pour réaliser une analyse coûts/bénéfices, Nordhaus utilise des corrélations entre PIB et températures locales valables aujourd'hui pour en déduire une dépendance du PIB à la température. Il utilise ensuite cette relation pour réaliser une analyse coûts-bénéfices justifiant ses conclusions qu'un réchauffement d'environ 3 °C par rapport à l'ère préindustrielle serait optimal. L'hypothèse sous-jacente revient à dire que la loi déduite des corrélations locales permettrait de prédire un impact économique dans un monde plus chaud de plusieurs degrés globalement. La présence de très probables points de bascule lors d'un réchauffement de cet ampleur, ainsi que la confrontation à ce que l'on sait de l'impact du dernier réchauffement climatique après la fin de la dernière glaciation, permettent selon Steve Keen de rejeter catégoriquement les travaux de Nordhaus, donc le volet économique des analyses du GIEC et celles de Bjørn Lomborg.
Le biologiste danois Kare Fog a créé un site web pour recenser les erreurs factuelles contenues dans les livres de Lomborg. Il estime que ces livres, compte tenu du nombre important de notes et de références, peuvent apparaître techniques, scientifiques et sérieux, mais que les lecteurs sont rarement conscients du fait que les affirmations de Lomborg sont souvent non fiables et que les faits ont été déformés, systématiquement manipulés pour défendre son point de vue.  

## Vie privée
Lomborg est ouvertement gay et végétarien. Il a pris part à plusieurs campagnes d'information sur l"homosexualité dans son pays, et a déclaré qu'il « est de son devoir de citoyen d'être publiquement homosexuel. Il est important que l'étendue du monde gay ne pouvait être décrite par des clichés épuisés, puisque allant des gays habillés de cuir sur des chars aux yuppies en costard-cravate des grandes entreprises, ainsi que tous ceux se situant entre eux. »